# Irving Stringham
Washington Irving Stringham (10 décembre 1847 - 5 octobre 1909) est un mathématicien américain né à Yorkshire, New York. 

## Biographie
Il est le premier à désigner le logarithme naturel par {\displaystyle \ln(x)} où {\displaystyle x} est son argument. L'utilisation de {\displaystyle \ln(x)} au lieu de {\displaystyle \log _{e}(x)} est monnaie courante dans les calculatrices numériques d'aujourd'hui.
"Au lieu de {\displaystyle ^{e}\log } nous utiliserons désormais le symbole plus court {\displaystyle \ln }, composé des lettres initiales du logarithme et du naturel ou napierien ." 
Stringham est diplômé du Harvard College en 1877. Il obtient son doctorat à l'Université Johns Hopkins en 1880. Sa thèse est intitulée Regular Figures in N-dimensional Space  sous la direction de James Joseph Sylvester.
En 1881, il est à Schwartzbach, en Saxe, lorsqu'il soumet un article sur les groupes finis trouvés dans l'algèbre des quaternions .
Stringham commence à enseigner les mathématiques à Berkeley en 1882 . En 1893 à Chicago, son article Formulary for an Introduction to Elliptic Functions est lu au Congrès international de mathématiques tenu dans le cadre de la World's Columbian Exposition . En 1900, il est conférencier invité à l'ICM à Paris .
Irving épouse Martha Sherman Day. Le couple a une fille, Martha Sherman Stringham, (5 mars 1891 - 7 août 1967).

## Ouvrages
- I. Stringham (1879) Les formules de quaternion pour la quantification des courbes, des surfaces et des solides, et pour les barycentres, American Journal of Mathematics 2 : 205–7.
- I. Stringham (1901) Sur la géométrie des plans dans un espace parabolique à quatre dimensions, Transactions of the American Mathematical Society 2 : 183–214.
- I. Stringham (1905) "Une construction géométrique pour les produits de quaternion", Bulletin de l'American Mathematical Society 11 (8): 437–9.